# Буле

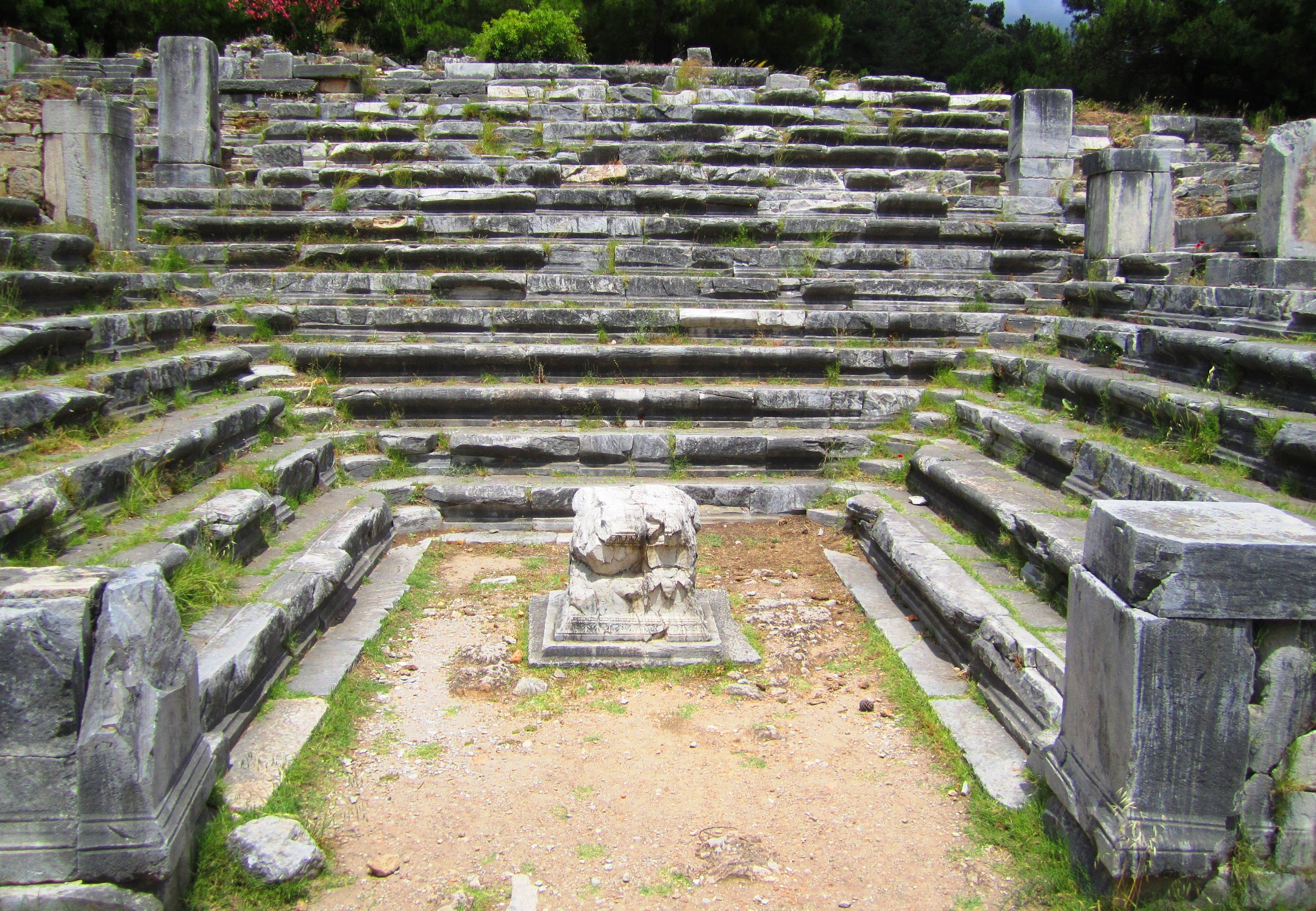
Будівля буле (булевтерій) в Прієні

Буле (дав.-гр. βουλή, дос. «рада») — міська рада в давньогрецьких полісах.
Спочатку буле складалися з представників родової знаті (в Коринфі — з представників одного роду, Бакхіадів). Згодом в багатьох містах членів буле почали обирати на певний термін, зазвичай за допомогою жереба. Споруда для засідань буле називалась булевтерієм.
Буле зосереджували в своїх руках виконавчі і судові повноваження. В деяких містах їм належали і законодавчі функції, хоча найчастіше вони готували рішення для народних зборів.
В Стародавніх Афінах рада з представників родової знаті іменувалася ареопагом, а назву «буле» застосовували до Ради чотирьохсот, створеної Солоном, та Ради п'ятисот, що змінила Раду чотирьохсот після реформ Клісфена.